# 杜伊 (索姆省)
杜伊（法語：Douilly，法語發音：[duji]）是法国上法兰西大区索姆省的一个市镇，属于佩罗讷区。

## 地理
杜伊（49°47'37"N, 3°3'45"E）面积9.88 平方千米，位于法国上法蘭西大區索姆省，该省份为法国北部沿海省份，北起加来海峡省和北部省，西接滨海塞纳省和大西洋英吉利海峡，南至瓦兹省，东临埃纳省。
与杜伊接壤的市镇（或旧市镇、城区）包括：福雷斯特、维莱圣克里斯托夫、马蒂尼、基维耶尔、桑库尔、于尼莱基佩。

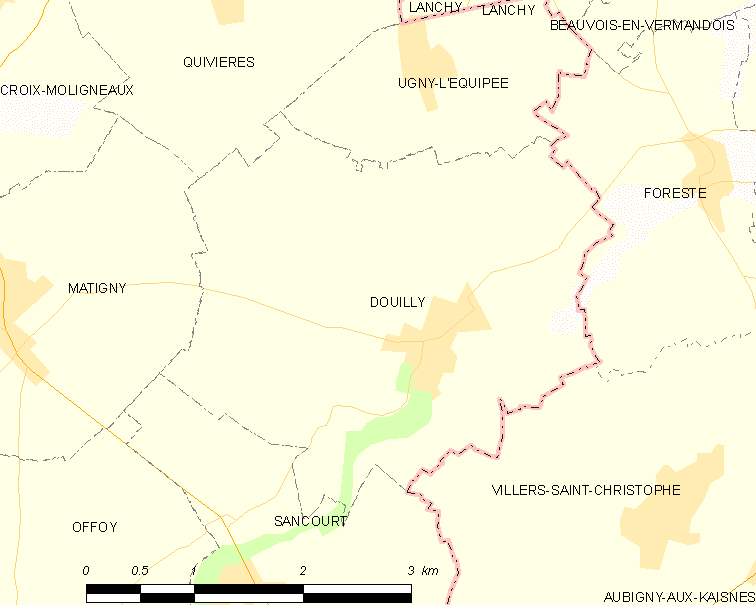
的OSM定位图

杜伊的时区为UTC+01:00、UTC+02:00（夏令时）。

## 行政
杜伊的邮政编码为80400，INSEE市镇编码为80252。

## 政治
杜伊所属的省级选区为阿姆县。

## 人口

1962-2008年间人口变化图示

杜伊于2022年1月1日时的人口数量为250人。